# Ivory Aquino
Ivory Aquino es una actriz filipina-estadounidense. Es conocida por interpretar a la activista transgénero Cecilia Chung en la miniserie del 2017, When We Rise.

## Primeros años y educación
Aquino nació en Filipinas. Sabía desde muy joven que era transgénero y declaró en una entrevista de 2017: "Tan pronto como nací, siempre fui una niña; simplemente me asignaron de manera diferente al nacer". A mediados de su adolescencia comenzó la terapia hormonal. A menudo sufrió bullying en la escuela, pero sus padres la apoyaron en su transición.
Cuando era adolescente, Aquino se mudó a los Estados Unidos para estudiar en el Berklee College of Music, donde se graduó como summa cum laude. Se inscribió para estudiar canto, pensando que no habría papeles de actuación para una filipina transgénero. Pero después de someterse a una cirugía de confirmación de género, Aquino decidió perseguir su sueño de la infancia de ser actriz.

## Carrera
En 2015, Aquino interpretó el papel de Julieta en una producción de Romeo y Julieta en la ciudad de Nueva York con Bryant Park Presents de The Drilling Company. Otros papeles teatrales que ha interpretado incluyen a Desdémona en Otelo, Marco Antonio en Julio César e Isabella en Medida por medida, todas de Shakespeare con The Drilling Company en el estacionamiento del Lower East Side de Nueva York.
Aquino interpretó el papel de la activista transgénero Cecilia Chung para la miniserie de docudrama de 2017, When We Rise. En el momento en que hizo la audición, había interpretado principalmente papeles cisgénero y no era abierta sobre ser trans, ya que "nunca hubo una razón para hablar de eso". Aquino se aseguró de que el guionista de la serie, Dustin Black, supiera que era transgénero, lo que la ayudó a conseguir el papel, ya que Black buscaba específicamente actrices trans. Se declaró públicamente transgénero durante una conferencia de prensa de la serie en enero de 2017.
Aquino se reunió con Chung en persona para preparar su papel en When We Rise. Ambas se hicieron amigas; Aquino considera a Chung como una mentora y una figura de "hermana mayor" en su vida.
Aquino interpretó a un personaje menor pero importante llamado Cassie en el episodio Silkworm de la temporada 1 de FBI: Most Wanted en 2020.
En enero de 2022 se anunció que Aquino interpretaría a Alysia Yeoh en la próxima película de HBO Max, Batgirl, ambientada en el Universo extendido de DC. Finalmente el 2 de agosto de 2022 Warner brothers decidió cancelar definitivamente el estreno de la película, a pesar de haber concluido su filmación, al no considerarla apta para un estreno al público.

## Activismo
Aquino se ha pronunciado en apoyo de los niños trans y los derechos de las personas transgénero, criticando la anulación de la protección federal para los estudiantes transgénero por parte de la administración de Donald Trump.

## Vida personal
Aquino reside en Nueva York, donde le gusta pasar tiempo con su perro de raza Shih Tzu, Chewybear. Es la sobrina del antiguo presidente de Filipinas, Corazón Aquino.